# ديفيد توماس (سياسي بريطاني)
ديفيد توماس (بالإنجليزية: David Thomas)‏ هو سياسي بريطاني (وحمل سابقاً جنسية المملكة المتحدة لبريطانيا العظمى وأيرلندا)، ولد في 16 سبتمبر 1892، وتوفي في 20 يونيو 1954. حزبياً، نشط في حزب العمال. في الانتخابات الفرعية في مجلس العموم البريطاني ‏، انتخب عضو برلمان المملكة المتحدة الـ38 عن دائرة Aberdare (UK Parliament constituency) ‏ (5 ديسمبر 1946 – 3 فبراير 1950) وفي الانتخابات العامة في المملكة المتحدة 1950 ‏، انتخب عضو برلمان المملكة المتحدة الـ39 عن دائرة Aberdare (UK Parliament constituency) ‏ (23 فبراير 1950 – 5 أكتوبر 1951) وفي الانتخابات العامة في المملكة المتحدة 1951 ‏، انتخب عضو برلمان المملكة المتحدة الـ40 عن دائرة Aberdare (UK Parliament constituency) ‏ (25 أكتوبر 1951 – 20 يونيو 1954).